# Philautus abditus
Philautus abditus é uma espécie de anfíbio da família Rhacophoridae.
É endémica do Vietname.
Os seus habitats naturais são: florestas subtropicais ou tropicais húmidas de baixa altitude.
Está ameaçada por perda de habitat.